# Sachkonto
Als Sachkonto wird in der Buchführung jedes Hauptbuch-Konto bezeichnet, das direkt in die Bilanz oder in die Gewinn- und Verlustrechnung eingeht.

## Kontenkreise
Sachkonten werden aus der Bilanz abgeleitet oder für die Gewinn- und Verlustrechnung verwendet:
- Bestandskonten dienen der übersichtlichen Darstellung der Wertveränderungen von Beständen der Vermögens- und Kapitalposten einer Bilanz. Man unterscheidet zwischen aktiven und passiven Bestandskonten, je nach Seite der Bilanz.[1]

- Erfolgskonten, die den Wertverzehr/Aufwand und den Wertzuwachs/Ertrag buchhalterisch darstellen. Da die Aufwands- und Ertragskonten das Eigenkapital verändern und damit Erfolgsvorgänge sichtbar machen, nennt man diese Konten Erfolgskonten.[2]

## Nummerierung der Sachkonten im SKR
Im Standardkontenrahmen werden die Sachkonten vierstellig nummeriert.
Beispiel: Kasse ("1000" in SKR-03) bzw. ("1600" in SKR-04)

## Konten im Nebenbuch
Neben der Sachkonten im Hauptbuch gibt es die Personen-, bzw. Kontokorrentkonten im Nebenbuch. Um diese Nebenkonti von den Sachkonten zu unterscheiden, werden 5-stellige Nummernkreise vorgeschlagen:
- 10000-69999: Debitoren/Kunden
- 70000-99999: Kreditoren/Lieferanten

## Sammelkonto
Die Buchungen im Nebenbuch fließen über ein Sammelkonto ins Hauptbuch ein. Die Hauptbuchsachkonten "Forderungen" und "Verbindlichkeiten" sind solche Sammelkonten.
Forderungen aus Lieferungen und Leistungen "1400" in SKR-03 bzw. "1200" in SKR-04
bzw.
Verbindlichkeiten aus Lieferungen und Leistungen "1600" in SKR-03 bzw. "3300" in SKR-04
Diese werden nicht direkt bebucht, sondern Buchhaltungsprogramme bebuchen diese bei jeder Nebenkonto-Buchung automatisch.
Sammelkonten sind also Sachkonten der Hauptbuchführung, für die eine Nebenbuchhaltung mit Nebenkonten existiert.